# Instytut ds. Energii, Klimatu i Środowiska w Wuppertalu
Instytut ds. Energii, Klimatu i Środowiska w Wuppertalu (niem. Wuppertal Institut für Klima, Umwelt, Energie) to niemiecki ośrodek naukowy w Wuppertalu, zajmujący się badaniami klimatu, powiązaniami między ekologią a ekonomią, oraz modelowaniem i opracowywaniem koncepcji zrównoważonego rozwoju. Założony w 1990 roku przez Ernsta Ulricha von Weizsäckera.